# Lac Hammarsjon
Le lac Hammarsjön est un lac de Suède d'une superficie de 16,8 km2, situé au sud de Kristianstad. 
C'est aussi le point le plus bas du pays, avec une altitude de −2,4 m. 

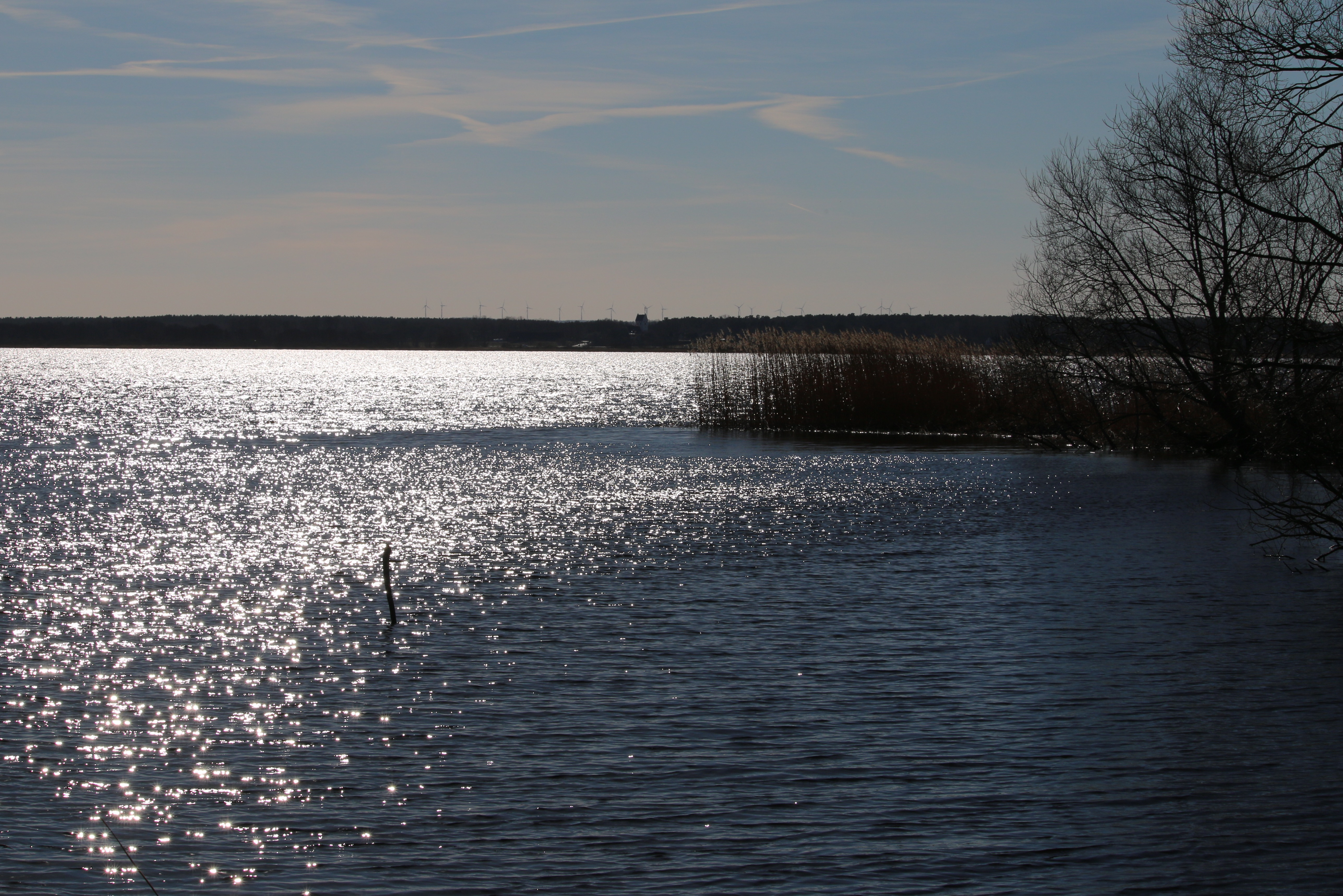
Le lac Hammarsjon en 2017.